# Merceditas (canción)
Merceditas es una conocida canción de la música litoraleña del folklore argentino, en ritmo de chamamé, escrita y grabada con éxito por el entrerriano Ramón Sixto Ríos, en la década de 1940. Alcanzó el éxito masivo nacional e internacional con las grabaciones de Ramona Galarza en 1967 y Los Chalchaleros en 1973. Se trata de una canción de amor no correspondido, considerada junto a "Zamba de mi esperanza" como la más famosa de la música de raíz folklórica de Argentina y una de las trece más populares de la música popular de ese país. La letra ha sido traducida a nueve idiomas y el tema ha sido versionado por más de 90 intérpretes de distintas partes del mundo.
"Merceditas" fue Mercedes Strickler Kahlow (21-12-1916 - 08-07-2001), una joven campesina que vivía en Humboldt, provincia de Santa Fe, con quien el autor mantuvo en 1939 una relación de amor no correspondido, que inspiró la canción. Ríos se casó pero enviudó poco después y no tuvo hijos, en tanto que Merceditas nunca se casó. Varias décadas después, siendo ambos ancianos, Ramón y Mercedes volvieron a encontrarse. Él volvió entonces a proponerle matrimonio, pero ella lo rechazó una vez más. Se mantuvieron en estrecho contacto hasta la muerte de Ríos, el 25 de diciembre de 1995; su último acto fue legarle los derechos de la canción. Ella vivió hasta los 84 años con el sentimiento de que Dios la había castigado por haberlo rechazado.

## Historia

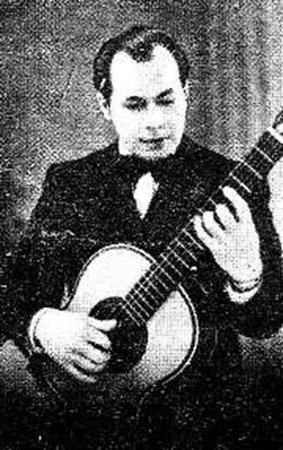
Ramón Sixto Ríos.

En 1939, el músico Ramón Sixto Ríos (06-08-1913 - 25/12/1995), nacido en la vieja ciudad de Federación, era un joven de 27 años que llegó al pueblo de Humboldt para actuar con un grupo de teatro en el Club Sarmiento. 
Allí conoció a Mercedes Strickler Khalov (21-12-1916 - 08-07-2001), a quien todos llamaban Merceditas, una bella campesina rubia y de ojos azules, tres años menor que él, residente en un tambo lechero ubicado en la zona rural aledaña al pueblo de Humboldt, provincia de Santa Fe. Merceditas, hija de inmigrantes alemanes, había perdido a su padre cuando era una niña pequeña y desde entonces había tenido que hacerse cargo del tambo con su madre y su hermana.

El vino a Humboldt con una compañía de teatro. Una noche después de cantar, en el intermedio del espectáculo, me invitó a bailar. Yo acepté ¿Por qué no? Bailamos un tango.

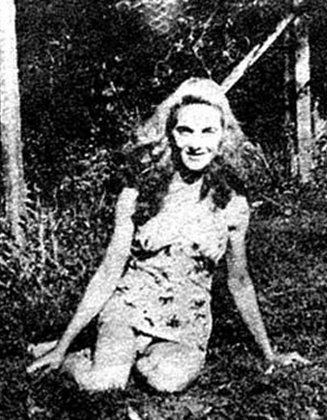
Mercedes Strickler, Merceditas, en la época en que conoció a Ramón Sixto Ríos.

Ese primer encuentro se produjo en el Club Sarmiento de Humboldt. Ella vestía un vestido blanco y lucía el cabello largo y enrulado; él tenía un traje cruzado y estaba peinado a la gomina.
Merceditas llamaba la atención, no solo por su belleza, sino también por su espíritu independiente, inusual en las mujeres de la época. Solía presentarse en el pueblo sola, sobre una moto, con pantalones de tela de leopardo, botas y campera de cuero; montaba a caballo como un hombre y se iba sola de vacaciones a Córdoba. Era habitual que fuera el centro de los chismes y habladurías de los pobladores.  
Ramón y Merceditas iniciaron una relación formal, que se mantuvo dos años, alimentado por las cartas que intercambiaban, ya que él vivía en Buenos Aires, a más de 500 kilómetros de distancia. Mientras duró la relación, Ramón iba esporádicamente a Humboldt a visitarla. De esos años son los versos de "Pastorcita de las flores", donde Ríos escribe:

Allá en los campos solitarios
vive la Pastorcita,
la encantada Merceditas
que es leyenda entre las flores
que su mano ha cultivado.
Ella es la rubia mía,
y todo el mundo lo sabe;
lleva en sus manos un ramo
de bellas flores silvestres
y al verla así es que parece
que son las flores sus manos
o que su manos florecen.

En 1941 Ríos decidió proponerle matrimonio, y para ello viajó a Humboldt con los anillos. Pero, inesperadamente, Merceditas rechazó su proposición: 

Me gustaba pero de un momento a otro lo dejé de querer. Fue el día que vino con los anillos para comprometernos. No lo acepté. Ahí me desenamoré Yo no quería comprometerme. Se fue de vuelta con los anillos.

En otra ocasión diría también al respecto:

Simplemente me arrepentí.

Se despidieron por última vez en la terminal de buses de Esperanza. Pese a la ruptura, Ramón y Merceditas siguieron escribiéndose varios años, hasta que ella dejó de contestarle en 1945. Él sin embargo persistió, varios años más, transmitiendo en las cartas el dolor que le producía ese amor no correspondido:

Con los meses y los años no le contesté más sus cartas, no quería que perdiera el tiempo conmigo. Y entonces empezó a mandarme más cartas, todas con versos muy tristes, que me hacían llorar. Todavía las conservo. Versos muy tristes le salían, porque yo lo había dejado.

Hasta que él también dejó de escribirle. La última carta dice:

LLegaste hasta mí como una rosa muy blanca para dejarse deshojar entre tus manos y morirse así, muy dulcemente, casi con placer. No puede ser de otro modo, pues solamente las montañas no se encuentran, pero las personas sí y si puede ser que alguna vez nos encontremos, ya sea en esta vida o en la otra, siempre será grato tener un recuerdo amable de todo.

De ese dolor surgió "Merceditas", la canción. Ramón Ríos la compuso en esa década de 1940, la grabó y la misma se convirtió en un éxito radial. La propia Mercedes Strickler recuerda el momento en que la escuchó por radio:

Enseguida me di cuenta: la letra tenía frases enteras que Ramón me había dicho personalmente.

Argentina vivía un momento de resurgimiento de la música folklórica argentina, que resultaba cada vez más popular, en el marco de grandes transformaciones socioeconómicas, caracterizadas por un amplio proceso de industrialización con centro en Buenos Aires, que impulsó una gran ola de migración interna a partir de 1930, del campo a la ciudad y de las provincias (interior) a la Capital.
Ramón Ríos seguiría su vida y se casaría con otra mujer, de la que enviudaría apenas dos años después. En la década de 1980 una revista de Buenos Aires publicó una nota que incluía un reportaje a Merceditas. Al leerla Ríos le escribió una carta invitándola a ir a Buenos Aires, reencuentro que concretaron poco después. Él volvió entonces a proponerle matrimonio, pero ella lo rechazó una vez más. Se mantuvieron en estrecho contacto hasta la muerte de Ríos, el 25 de diciembre de 1995, cuando tenía 82 años. Su último acto fue legarle los derechos de la canción. Ella vivió hasta los 84 años y murió soltera el 8 de julio de 2001. Hasta el último momento vivió con el sentimiento de que Dios la había castigado por su conducta.

M: Yo lo quería mucho pero no estaba enamorada. Yo creo mucho en Dios y creo que cuando algo va mal es porque Dios me castigó.
P: ¿Dios la castigó?
M: Si, porque yo lo dejé.

La canción ha sido considerada, junto con "Zamba de mi esperanza", el tema más popular de la historia de la música folklórica de Argentina y una de las trece más difundidas de la música popular de ese país.

## Letra
La letra tiene dos partes que se cantan alternadas, cada una de ellas integrada por una estrofa de ocho versos y otra de cuatro. La segunda parte, a su vez se repite.
Las dos estrofas de ocho versos, guardan una estructura que se repite por mitades, con cuatro versos de siete sílabas (1º, 4º, 5º y 8º) y otros cuatro de ocho sílabas (2º, 3º, 6º y 7º). Por otra parte, tienen la particularidad que la última sílaba del primer verso y del quinto se continúa en el verso siguiente. Las estrofas tienen rima asonante continua de los versos 2º y 3º y de los versos 6º y 7º, a la vez que los versos 4º y 8º tienen una rima asonante alterna (A-B-B-C-D-D-C).
Las dos estrofas de cuatro versos, adoptan una estructura completamente distinta de las anteriores, integradas por cuatro versos octosílabos y una compleja rima entre versos que se combina con una ritma interna, de acuerdo al siguiente esquema silábico:
|         | Rima por pares de sílabas de las estrofas de 4 versos |    |    |    |
| 1       | 2                                                     | 3  | 4  |    |
| Verso 1 | A                                                     | A1 | A1 | A2 |
| Verso 2 | A                                                     | A1 | B  | A2 |
| Verso 3 | A1                                                    | A2 | A2 | A1 |
| Verso 4 | C                                                     | A1 | D  | A2 |

El contenido de la letra se refiere al relato de la relación que el autor mantuviera con Merceditas y al recuerdo -a la vez amoroso y doliente-, que guarda del ella, "a pesar del tiempo transcurrido".
La primera parte comienza con un verso que se volvió clásico: "¡Qué dulce encanto tiene tu recuerdo Merceditas...!". Tiene también la particularidad de utilizar la expresión "florecita", diminutivo de "flor" que si bien es gramaticalmente correcta, se trata de una modalidad que no utilizada en Argentina. Durante su relación, Ríos llamaba cariñosamente a Merceditas, como "la pastorcita de las flores", y compuso incluso una canción con ese título. En la segunda mitad de la primera estrofa, Ríos recuerda el lugar en el que la conoció, recurriendo a una expresión simple, pero que ha permanecido como la marca de identidad regional de la canción, que, aunque fue escrita por un entrerriano que expone su dolor por un amor no correspondido, terminó siendo un símbolo de la pampa gringa:

...donde crecen los trigales,
provincia de Santa Fe.

A modo de estribillo, la primera parte continúa con la primera de las estrofas de cuatro versos, en donde el autor dice que el amor entre ellos parecía haber nacido vigorosamente ("con ilusión, con mucha fe"), para transmitir inmediatamente su incomprensión ("pero no sé por qué") sobre el desamor que se presentó en la relación y la ruptura que le siguió ("se marchitó y muriendo fue").
En la segunda parte Ríos deja salir el dolor que le ha producido la ruptura y que se mantiene en el recuerdo de ella, y define a su propia canción como "una queja errante". Luego hace mención de la continuidad de su emoción, "a pesar del tiempo transcurrido", para atribuirle de manera curiosamente anticipatoria, la condición de una leyenda:

...es Merceditas,
la leyenda que palpita
en mi nostálgica canción.

La canción termina con la segunda de las estrofas de cuatro versos, donde luego de mencionar el "loco amor" que sintió por ella, confiesa el sufrimiento que ella le ha causado ("lo que es querer, lo que es sufrir") luego de haberle dado su corazón.

## Música
La música sigue un patrón armónico de tres tonalidades musicales básicas, con dos líneas melódicas caracterizadas por apoyarse en escalas descendentes.
La armonía básica sigue una secuencia fa menor-si bemol menor-do mayor séptima. Las dos líneas melódicas se apoyan en gran medida en las escalas descendentes que se utilizan para cerrar las estrofas. La primera línea melódica, correspondiente a la estrofa de ocho versos ("¡Que dulce encanto..."), se inicia en fa para ascender rápidamente a fa de octava superior (fa-sol sostenido-do-fa+), para luego ir descendiendo de manera oscilante hasta retornar a sol sostenido y reiniciar la melodía, con un nuevo descenso a fa. 
La segunda línea melódica, correspondiente a la estrofa de cuatro versos ("Y así nació..."), tiene dos segmentos bien marcados: el primero, con una secuencia de cuatro notas (fa-do sostenido-do sostenido-do), cada una de ellas correspondiente a una sílaba, que se repite seis veces abarcando los tres primeros versos; y el segundo, que corresponde al versos final ("se marchitó y muriendo fue"), compuesta con una escala descendente que arranca en el último do del segmento anterior, para volver al fa inicial y cerrar la canción (do-si bemol-la bemol-sol-fa).

## Versiones
La primera versión de "Merceditas" fue interpretada y probablemente grabada en un simple por su autor en el sello Odeón, en la década de 1940, y difundida por radio con gran éxito. Desde entonces la canción ha sido versionada casi cien veces, destacándose entre ellas las siguientes:
- 1952: la canción fue grabada por el Trío Cocomarola (Tránsito Cocomarola, Emilio Chamorro y Samuel Claus), con el canto del Dúo Godoy-Fernández, en un simple del sello Odeón.[9]

- 1956:  el Cuarteto Santa Ana, dirigido por Ernesto Montiel, grabó el tema en un simple, con Julio Luján cono cantor.

- 1958: Horacio Guarany incluyó la canción en su segundo álbum, Canta Horacio Guarany, en la banda 3 del lado B.[10]

- 1967: Ramona Galarza incluyó la canción en su álbum Noches correntinas, como pista A04. Se Desde entonces se convirtió en una de las principales canciones del repertorio de la Novia del Paraná.[11]

- 1968: Los Trovadores realizaron una versión de la canción basada en los complejos arreglos vocales que caracterizan al grupo, en su álbum Los Trovadores, integrados por Francisco Romero, Carlos José Pino, Héctor Anzorena, Damián José Sánchez y Francisco Figueroa.[12]

- 1970: Ariel Ramírez lanzó una interpretación de la canción en piano y percusión, como primer tema de su álbum El litoral.[13]

- 1971: El acordeonista Raúl Barboza incorpora a su repertorio a "Merceditas", incluyéndola en el álbum Soy Raúl Barboza.[14] Desde entonces Barboza ha realizado varias versiones del tema, en los álbumes, incluyendo la que realizara con Los Chalchaleros en el álbum Todos somos chalchaleros (2000),[15] y en el álbum Dos orillas (2008) con el Alter Quintet.[16]

- 1973: Los Chalchaleros la interpretan en vivo en el Luna Park de Buenos Aires el 14 de agosto de 1973 y luego la incluyen en su álbum doble La historia de Los Chalchaleros, como primer tema del segundo disco.[17] Esta versión se convirtió en un éxito internacional y desde entonces integró el repertorio básico del conjunto.

- 1973: El saxofonista argentino Gato Barbieri graba una versión instrumental de "Merceditas" en su álbum "Bolivia", uno de los más representativos de la discografía de este músico.

- 1974: El folclorista mexicano Óscar Chávez grabó "Merceditas" en Argentina, para el cuarto volumen de la serie de discos "Latinoamérica Canta", dedicando dicho disco a rescatar canciones del folclor argentino.

- 1976: Sandro grabó una versión melódica en su álbum Sandro, pista 4. Los Chalchaleros la registran oficialmente en un álbum de estudio, Patios de la casa vieja

- 1984: El Dúo Salteño incluyó una versión de la canción, acompañados por el acordeón de Raúl Barboza, en el álbum Como quien entrega el alma (1984).[18]

- 1985: El trío Vitale-Baraj-González (Lito Vitale-Bernardo Baraj-Lucho González) realizó en su primer álbum, El Trío,[19] una versión revolucionaria de "Merceditas" que quedó como emblema de la agrupación y que fue interpretada al año siguiente en el Festival de Cosquín donde ganaron el Premio Consagración.[20]

- 1989: El acordeonista misionero, el Chango Spasiuk, incluyó "Merceditas" en su primer álbum, Chango Spasiuk, acompañado de su padre Lucas Spasiuk, en violín y de Jorge Suligoy en guitarra.[21]

- 1993: Rudi y Nini Flores graban en Francia el álbum Argentine, Chamamé, Musique du Paraná, incluyendo "Merceditas" como pista 09.[22] La canción ha tomado un lugar central en el repertorio del dúo, que también la han incluido en el álbum Bajo cielos lejanos (2003).[23]

- 1994: Teresa Parodi la incluyó como banda 9 de su álbum Con el alma en vilo.[24]
- 1998: Los Sabandeños incluyeron una versión en su álbum 19 Nombres De Mujer.

- 2003: El guitarrista chamamecero Mateo Villalba incluye el tema interpretado solo con guitarras en su álbum Mbaracá, dentro de la colección Guitarras del Mundo, gestionada por Gustavo Margulies para el sello EPSA Music.[25]

2008 : EL tradicional conjunto Mendocino "Los trovadores de Cuyo" graban la Canción en su disco"En mi Argentina"
"Merceditas" ha tenido un gran éxito en su difusión en Brasil, habiendo sido traducida al portugués con el título de Mercedita, y en algunas oportunidades con algunas variaciones en la letra. Entre las versiones más difundidas se destaca la de Gal Costa, respetando la letra original, que menciona la ubicación geográfica de la historia ("donde crecen los trigales/provincia de Santa Fe"). Otras versiones reemplazan esos versos por "hoje só ficou saudade/Esse amor que se desfez". Entre los músicos brasileños que interpretan "Mercedita" (sic) se encuentran Renato Borghetti, Dino Rocha, Belmonte & Amaraí, el Quinteto Haendel, Tetê Espíndola e Alzira Espíndola, etc.
Otras versiones de "Merceditas" han sido grabadas por Luis Alberto del Paraná y el ecuatoriano Dr. Otto Ferrer y Julio Jaramillo